# 陽水II センチメンタル
『陽水II センチメンタル』（ようすい　ツー　センチメンタル）は、1972年12月に井上陽水がリリースした2枚目のオリジナル・アルバムである。

## 解説
- アルバム収録の『東へ西へ』は1992年に元シブがき隊の本木雅弘によりカバーされた。歌詞カードは井上陽水の自筆であった。2004年には布袋寅泰によりカバーされた（アルバム『YOSUI TRIBUTE』に収録）。2010年には中村あゆみによりカバーされた（アルバム『VOICE III〜青春の光と影〜』に収録）。

- 1985年に初めてCD化され、1990年、1996年、2001年（紙ジャケット仕様）、2006年（ユニバーサルJより）にも再リリースされている。

## 収録曲

### LPレコード
| 全作詞・作曲: 井上陽水。 |                                                          |           |            |          |      |
| #                        | タイトル                                                 | 作詞      | 作曲・編曲 | 編曲     | 時間 |
| 1.                       | 「つめたい部屋の世界地図」(ストリングス編曲: 小野崎孝輔) | 井上陽水  | 井上陽水   | 星勝     | 3:42 |
| 2.                       | 「あどけない君のしぐさ」                                 | 井上陽水  | 井上陽水   | 井上陽水 | 2:31 |
| 3.                       | 「東へ西へ」                                             | 井上陽水  | 井上陽水   | 星勝     | 4:12 |
| 4.                       | 「かんかん照り」                                         | 井上陽水  | 井上陽水   | 星勝     | 4:16 |
| 5.                       | 「白いカーネーション」                                   | 井上陽水  | 井上陽水   | 星勝     | 2:28 |
| 6.                       | 「夜のバス」                                             | 井上陽水  | 井上陽水   | 深町純   | 6:18 |
| 合計時間:                | 合計時間:                                                | 合計時間: | 23:27      |          |      |

| 全作詞・作曲: 井上陽水。 |                                 |           |            |          |      |
| #                        | タイトル                        | 作詞      | 作曲・編曲 | 編曲     | 時間 |
| 1.                       | 「神無月にかこまれて」          | 井上陽水  | 井上陽水   | 星勝     | 3:40 |
| 2.                       | 「夏まつり」                    | 井上陽水  | 井上陽水   | 井上陽水 | 4:52 |
| 3.                       | 「紙飛行機」                    | 井上陽水  | 井上陽水   | 星勝     | 4:43 |
| 4.                       | 「たいくつ」                    | 井上陽水  | 井上陽水   | 井上陽水 | 2:44 |
| 5.                       | 「能古島の片想い」              | 井上陽水  | 井上陽水   | 星勝     | 3:32 |
| 6.                       | 「帰郷 (危篤電報を受け取って)」 | 井上陽水  | 井上陽水   | 井上陽水 | 2:52 |
| 合計時間:                | 合計時間:                       | 合計時間: | 22:23      |          |      |

### CD, 音楽配信
| 全作詞・作曲: 井上陽水。 |                                                          |           |            |          |      |
| #                        | タイトル                                                 | 作詞      | 作曲・編曲 | 編曲     | 時間 |
| 1.                       | 「つめたい部屋の世界地図」(ストリングス編曲: 小野崎孝輔) | 井上陽水  | 井上陽水   | 星勝     | 3:42 |
| 2.                       | 「あどけない君のしぐさ」                                 | 井上陽水  | 井上陽水   | 井上陽水 | 2:31 |
| 3.                       | 「東へ西へ」                                             | 井上陽水  | 井上陽水   | 星勝     | 4:12 |
| 4.                       | 「かんかん照り」                                         | 井上陽水  | 井上陽水   | 星勝     | 4:16 |
| 5.                       | 「白いカーネーション」                                   | 井上陽水  | 井上陽水   | 星勝     | 2:28 |
| 6.                       | 「夜のバス」                                             | 井上陽水  | 井上陽水   | 深町純   | 6:18 |
| 7.                       | 「神無月にかこまれて」                                   | 井上陽水  | 井上陽水   | 星勝     | 3:40 |
| 8.                       | 「夏まつり」                                             | 井上陽水  | 井上陽水   | 井上陽水 | 4:52 |
| 9.                       | 「紙飛行機」                                             | 井上陽水  | 井上陽水   | 星勝     | 4:43 |
| 10.                      | 「たいくつ」                                             | 井上陽水  | 井上陽水   | 井上陽水 | 2:44 |
| 11.                      | 「能古島の片想い」                                       | 井上陽水  | 井上陽水   | 星勝     | 3:32 |
| 12.                      | 「帰郷 (危篤電報を受け取って)」                          | 井上陽水  | 井上陽水   | 井上陽水 | 2:52 |
| 合計時間:                | 合計時間:                                                | 合計時間: | 45:50      |          |      |

## 楽曲について
「帰郷 (危篤電報を受け取って)」
実際に父の危篤を聞き、かけつける夜汽車の中で書いたという。このアルバムに先駆けた10月リリースの海援隊の1stアルバムに「ほとどぎす」のタイトルで収録されている。

## 参加ミュージシャン
- 井上陽水 - アコースティックギター、バッキングボーカル
- 星勝 - アコースティックギター、エレクトリックギター
- 安田裕美 - アコースティックギター(2,10,12)
- 矢島賢 - エレクトリックギター(6)
- 武部秀明 - ベース(6,7,9,11)
- 高中正義 - ベース(1,3,4,5)
- 稲葉国光 - ベース(10,12)
- 田中清司 - ドラムス
- 深町純 - ピアノ、モーグ・シンセサイザー、オルガン
- 本田剛彦 - ピアノ(3)
- 飯吉馨 - ピアノ(5)
- シンガーズ・スリー - バッキングボーカル
- 川瀬泰雄 - バッキングボーカル